# Plešivec (České středohoří, 510 m)
Plešivec (též Ledový vrch, lidově Jordán, německy Eisberg) se nachází asi pět kilometrů na severozápadně od Litoměřic na jižním okraji Českého středohoří (Kostomlatské středohoří). Vrchol se tyčí do výše 510 m. Od roku 1966 je celý vrch chráněn jako přírodní památka na rozloze necelých 33 ha.

## Geologie a geomorfologie

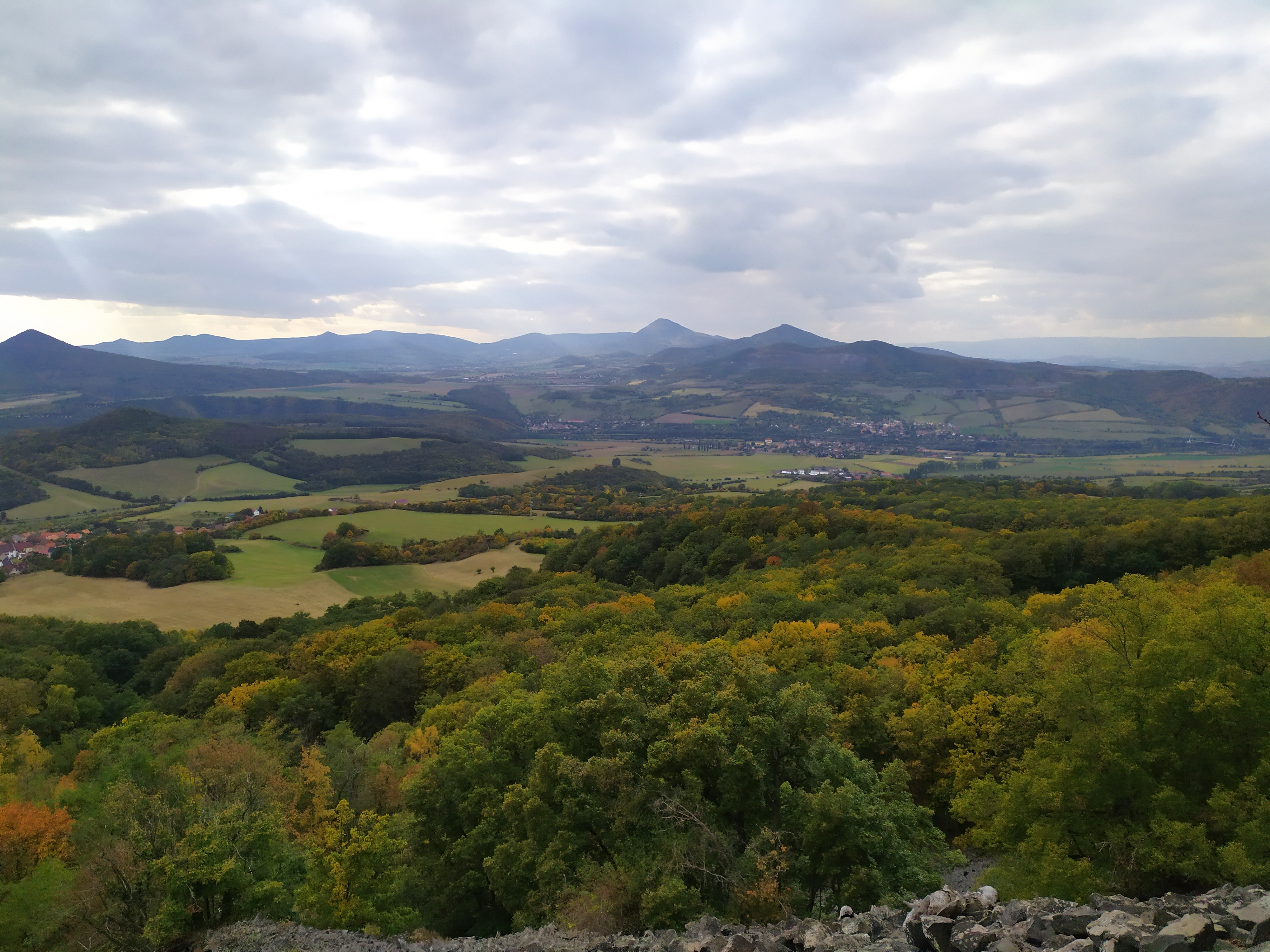
Výhled z Plešivce na panorama Českého středohoří, na obzoru uprostřed je Milešovka a Kletečná

Vrch je neovulkanickým sukem na žíle olivinického bazaltu, kterou eroze vypreparovala z okolních santonských pískovců. Strmá úbočí jsou pokrytá kamennými moři a balvanovými haldami. Vyskytují se v nich ledové suťové jámy a drobné pseudokrasové jeskyně.
Vrch je většinou zalesněný, ale jeho jižní svah pokrývá rozsáhlé suťové pole. Suťová pole složená z přibližně stejně velkých úlomků se také nazývají droliny. Vyskytují se na mnohých kopcích v této oblasti. V sopečném reliéfu Českého středohoří představuje Plešivec výrazný útvar budovaný žílou olivinického čediče, který se zde do roku 1945 těžil. V sutích na úpatí západního a severozápadního svahu, vznikly trvalé ledové jámy. V dutinách suti se hromadí těžký studený vzduch, který vlivem dokonalého utěsnění v dolní vanovité části suti nemůže proudit. V jámách se proto udržuje led a sníh do pozdního jara až počátku léta. Ledové jámy na Plešivci patří k nejznámějším jevům toho druhu v Českém středohoří, jedná se však o jev známý z mnoha dalších míst. Pod vrcholem se nachází Ledová studánka se stálou teplotou vody od 5 do 7 °C.
Na jižním svahu stojí barokní kaple svatého Jana Křtitele postavená roku 1660 kolem ní rostou staleté duby.

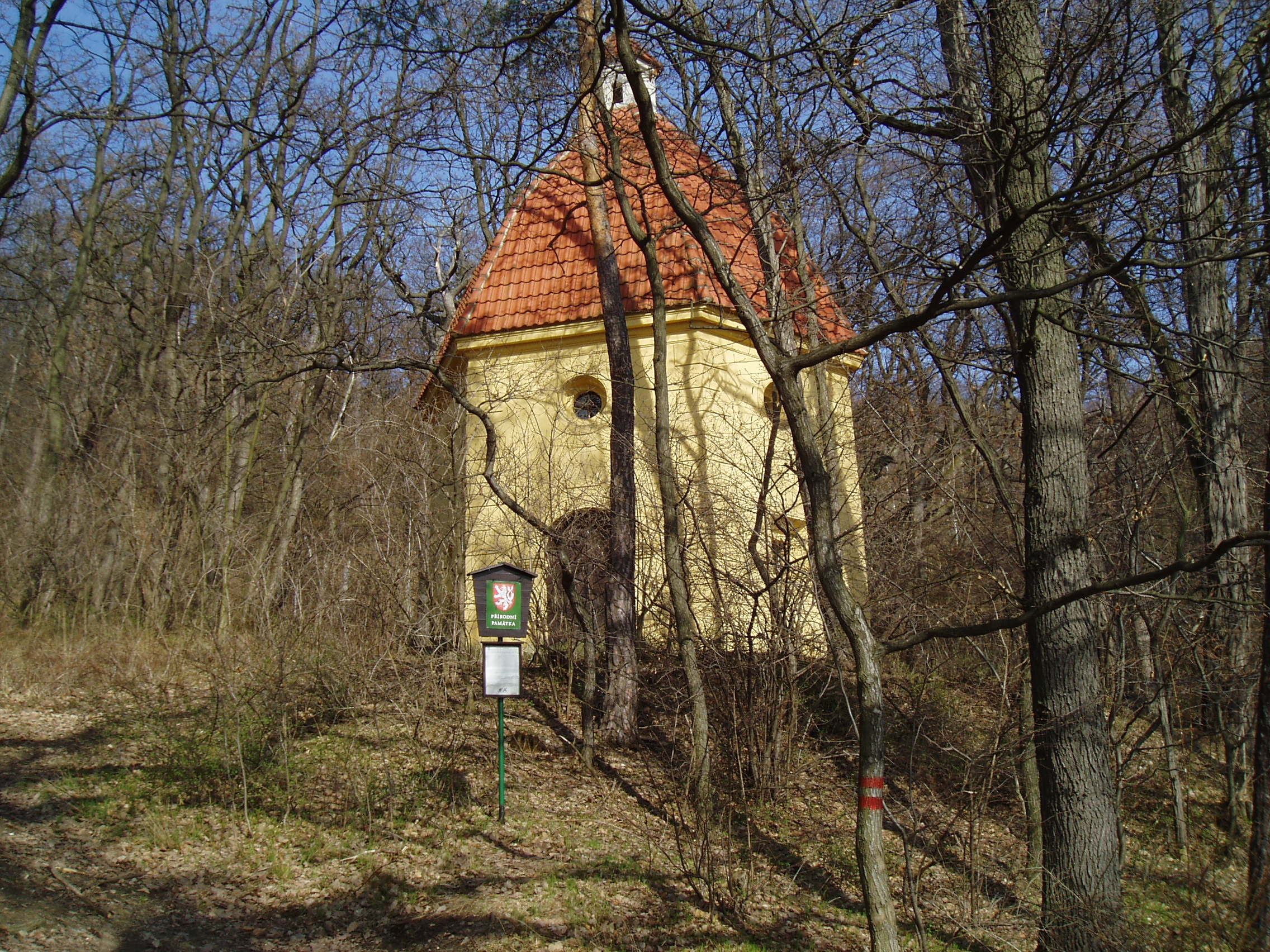
Kaple Narození sv. Jana Křtitele

## Flóra a fauna
Lokalita je významným hnízdištěm vzácných druhů ptáků, především dravců a sov. Na úpatí rostou náletové dřeviny především akát. Na svazích rostou duby a habry, místy tyto porosty mají pralesovitý ráz. Na vrcholu se objevují i lípy. Z květin se svazích brzy z jara objevuje jaterník podléška a bledule jarní.

## Přírodní památka
Chráněné území s rozlohou 32,65 ha bylo na Plešivci vyhlášeno 14. října 1966. Důvodem byla ochrana suťových polí se systémem cirkulace vzduchu s trvalými ledovými jámami a ventarolami, na jejichž stabilizaci se podílejí výjimečné exempláře lip.

## Okolí
Z vrcholu se otevírá pohled do širokého okolí, západně na tok Labe a vrch Lovoš, na jihu je vidět obec Miřejovice dále Litoměřice a zřícenina hradu Kamýk s okolním Hazmburkem a Košťálovem.